# هاروکا اوئدا
هاروکا اودا (به انگلیسی: Haruka Ueda) (زادهٔ ۲۷ آوریل ۱۹۸۸) شناگر اهل ژاپن است.